# Ligne de tramway 460/3
Pour les articles homonymes, voir Ligne 460.
Ne doit pas être confondu avec les lignes de tramway : 460/1 Hannut - Verlaine et 460/2 Fexhe-le-Haut-Clocher - Horion-Hozémont.
La ligne 460/3, d'après son numéro de tableau horaire, est une ancienne ligne de tramway vicinal de la Société nationale des chemins de fer vicinaux (SNCV) qui reliait Ampsin à Verlaine entre 1923 et 1932.

## Histoire
La ligne est mise en service en 1923 et fermée en 1932.

## Infrastructure

### Dépôts et stations
Nom : (gare) : quand le dépôt ou la station est accolé ou proche d'une gare.
Type : D : dépôt , S : station , Sf : si la station sert de gare douanière à la frontière , Sp : si la station est établie dans un bâtiment privé le plus souvent un café ou plus rarement une habitation privée.
| Illustration | Nom      | Type | Commune  | Localisation                | État            | Remarques |
| ------------ | -------- | ---- | -------- | --------------------------- | --------------- | --------- |
|              | Verlaine | DS   | Verlaine | 50° 36′ 13″ N, 5° 19′ 25″ E | En service TEC. |           |

## Exploitation

### Horaires
Tableaux horaires :
- 1931 : 460, numéro partagé entre les lignes 460/1 Hannut - Verlaine, 460/2 Fexhe-le-Haut-Clocher - Horion-Hozémont, 460/3 Ampsin - Verlaine et à partir de 1933 59 Jemeppe-sur-Meuse - Mons-lez-Liège.